# 水雉生態教育園區
水雉生態教育園區，位於台灣台南市官田區的水雉生態賞鳥聖地，由台灣高鐵公司贊助成立，現由台南市政府委託社團法人台南市野鳥學會經營管理。

## 歷史
民國87年台灣高速鐵路的開發路線，必須經過水雉與彩鷸的重要棲息地：德元埤與葫蘆埤，當時的台灣水雉僅剩不到50隻，於是經環評審查會議決議：「應完成15公頃水雉棲地租用事宜，該路段始得動工」，因此在民間社團（中華民國野鳥學會、臺灣溼地保護聯盟、臺南市野鳥學會、高雄市野鳥學會等）、政府相關單位（農委會、交通部高速鐵路工程局、臺南市政府），以及開發單位（臺灣高鐵公司）等共同努力下，
以重建水雉棲地為任務的「水雉復育區」於2000年成立，到2007年復育有成後，更名為「水雉生態教育園區」並開放民眾參觀。